# Жук Олена Юріївна
Олена Юріївна Жук (нар. 9 березня 1985, місто Запоріжжя Запорізької області) — українська діячка, голова Запорізької обласної ради з 24 грудня 2020 року

## Життєпис

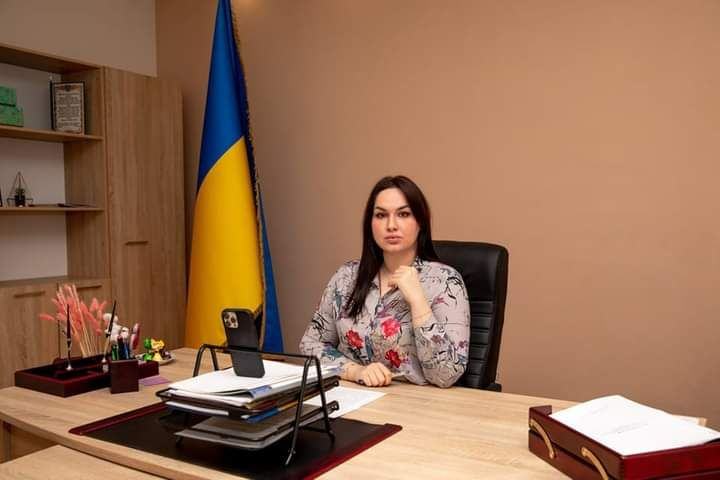
Голова Запорізької обласної ради Олена Жук

Освіта вища, закінчила Запорізький національний технічний університет за спеціальністю «Міжнародні економічні відносини». 
Спеціалізувалася на зовнішньоекономічних операціях та залучення інвестицій. Зокрема, працювала в групі компаній BKW Group, співвласником яких до обрання головою Запорізької обласної державної адміністрації був Віталій Боговін.
На позачергових парламентських виборах 2019 року була довіреною особою Віталія Боговіна як кандидата в народні депутати в окрузі № 78 із центром у місті Бердянську. 
З червня по грудень 2020 року — голова патронатної служби голови Запорізької обласної державної адміністрації.
У жовтні 2020 року обрана депутатом Запорізької обласної ради від партії «Слуга народу».
З 24 грудня 2020 року — голова Запорізької обласної ради.

## Нагороди та відзнаки
- 12.05.2022 - Медаль «За сприяння в охороні державного кордону України»;
- 02.06.2023 - Коїн Бердянського прикордонного загону Південного регіонального управління Державної прикордонної служби України;
- 05.06.2023 - Відзнака Національної гвардії України - нагрудний знак «За співпрацю»;
- 05.06.2023 - Подяка від командира 23 окремої бригади охорони громадського порядку «Хортиця» за багаторічну співпрацю, високий професіоналізм, надання своєчасної допомоги і підтримки, а також вагомий особистий внесок у розвиток військової частини 3033 Національної гвардії України;
- 26.08.2021 - Подяка Комишуваського селищного голови;
- 09.06.2023 - Почесна грамота Запорізької обласної ради;
- 20 червня 2023 - Подяка командира 110 окремої бригади Сил Територіальної оборони Збройних Сил України оголошена за надану допомогу та підтримку, яка є важливою та актуальною для всього особового складу 110 окремої бригади
- 27 червня 2023 - Медаль «За волю, за козацьку долю»
- 23 серпня 2023 - Медаль «За оборону міста Запоріжжя»